# Rasputin (chanson)
Pour le personnage historique, voir Grigori Raspoutine.
 (septembre 2013).
Si vous disposez d'ouvrages ou d'articles de référence ou si vous connaissez des sites web de qualité traitant du thème abordé ici, merci de compléter l'article en donnant les références utiles à sa vérifiabilité et en les liant à la section « Notes et références ».
Rasputin est une chanson du groupe disco Boney M., succès de l'année 1978. La chanson évoque Grigori Raspoutine, un mystique russe.

## Historique
La mélodie est reprise d'une chanson populaire turque, Üsküdar'a gideriken, écrite à l'époque de la guerre de Crimée.
Le chanteur du groupe, Bobby Farrell, comme Raspoutine, est mort un 30 décembre à Saint-Pétersbourg. Le groupe effectue alors une tournée en Russie, où la chanson a été interdite de diffusion.

## Reprises et exploitation
Cette chanson est reprise en 2007 par le groupe de folk metal Turisas sur l'album The Varangian Way.
Elle fait partie de la bande originale du long métrage Poltergay d'Éric Lavaine. La chanson connait en 2021 un regain de popularité grâce à ses différentes reprises sur le réseau social TikTok, tandis que le film The King's Man : Première mission la reprend pour en faire un clip promotionnel. La chanson est reprise dans le dernier épisode spécial du Treizième Docteur, incarnée par Jodie Whittaker de la série Doctor Who en 2022 dans Le Pouvoir du Docteur pour fêter à l'occasion le centenaire de la BBC et où le personnage du Maître, incarné par Sacha Dhawan est déguisé en Raspoutine et danse sur cette chanson avec des Daleks et des Cybermen autour de lui pour conduire à sa régénération forcée.
Succès durable, le titre original figure aussi parmi les titres utilisés dans le jeu vidéo Just Dance 2 et en contenu téléchargeable pour les autres titres de la série . Dans le jeu vidéo Fortnite, la musique est utilisée durant l'emote « Le Cavaleur », disponible à partir du 25 septembre 2021.